# The Gorilla (film, 1927)
Pour les articles homonymes, voir The Gorilla.
Pour plus de détails, voir Fiche technique et Distribution.
The Gorilla est un film américain réalisé par Alfred Santell, sorti en 1927.

## Synopsis
Un mystère entoure le meurtre brutal de plusieurs personnes, le tueur étant considéré comme un gorille qui a assassiné Cyrus Townsend, le père d'Alice, dans sa maison. Ceci conduit à des soupçons sur Arthur Marsden, son secrétaire et l'ami d'Alice. Les circonstances du meurtre sont similaires à celles des autres meurtres de gorilles. Alors qu'Alice, Marsden et un ami de Townsend avec Stevens se rassemblent autour de la table de la bibliothèque, ils découvrent une note qui les avertit de partir avant minuit. Dix minutes avant, ils sont tous terrifiés par de violents coups à la porte. Il s'avère que ce sont Garrity et Mulligan, qui annoncent qu'ils sont des détectives envoyés pour résoudre le mystère.
Ils commencent à rechercher le tueur, dont ils sont certains qu'il est l'une des personnes présentes. Des gens disparaissent soudainement, des portes s'ouvrent et se ferment, des bruits étranges se font entendre et des lumières s'éteignent et s'allument. Pendant ce temps, un vrai gorille est découvert sur les lieux. Plus tard, Un marin avoue être le gorille mais Marsden, qui se révèle être un détective, découvre que Stevens est le véritable coupable.

## Fiche technique
- Titre français : The Gorilla
- Réalisation : Alfred Santell
- Scénario : Al Boasberg, Alfred A. Cohn, Sidney Lazarus et Harry McArthur d'après la pièce de Ralph Spence
- Photographie : Arthur Edeson
- Production : Alfred Santell
- Pays de production : États-Unis
- Format : Noir et blanc - Film muet
- Durée : 80 minutes
- Date de sortie :
  - États-Unis : 13 novembre 1927

## Distribution
- Charles Murray : Garrity
- Fred Kelsey : Mulligan
- Walter Pidgeon : Stevens
- Claude Gillingwater : Cyrus Townsend
- Gaston Glass : Marsden
- Aggie Herring : Cuisinier
- Tully Marshall : William Townsend